# Finally We Are No One
Finally We Are No One é um álbum do grupo islandês múm. Foi lançado pela gravadora Fat Cat Records em 20 de maio de 2002. O álbum foi precedido pelo lançamento do single "Green Grass of Tunnel" em 29 de Abril de 2002.
Na Islândia, Smekkleysa lançou uma edição limitada do álbum, Loksins Erum Við Engin, com letras em versão islandesa.
O grupo criou o álbum enquanto trabalhava em um farol, que posteriormente, a gravação tinha sido em um estúdio. O farol se mostrou importante na criação das músicas, como refletido nas letras.

## Faixas
| Finally We Are No One |                                                            |         |  |
| N.º                   | Título                                                     | Duração |  |
| 1.                    | "Sleep/Swim"                                               | 0:50    |  |
| 2.                    | "Green Grass of Tunnel"                                    | 4:51    |  |
| 3.                    | "We Have a Map of the Piano"                               | 5:19    |  |
| 4.                    | "Don't Be Afraid, You Have Just Got Your Eyes Closed"      | 5:43    |  |
| 5.                    | "Behind Two Hills, A Swimmingpool"                         | 1:08    |  |
| 6.                    | "K/Half Noise"                                             | 8:41    |  |
| 7.                    | "Now There's That Fear Again"                              | 3:56    |  |
| 8.                    | "Faraway Swimmingpool"                                     | 2:55    |  |
| 9.                    | "I Can't Feel My Hand Any More, It's Alright, Sleep Still" | 5:40    |  |
| 10.                   | "Finally We Are No One"                                    | 5:07    |  |
| 11.                   | "The Land Between Solar Systems"                           | 11:58   |  |
| Duração total:        | Duração total:                                             | 56:14   |  |

| Loksins erum við engin |                                                                              |         |  |
| N.º                    | Título                                                                       | Duração |  |
| 1.                     | "Svefn/sund"                                                                 | 0:50    |  |
| 2.                     | "Grasi vaxin göng"                                                           | 4:51    |  |
| 3.                     | "Við erum með landakort af píanóinu"                                         | 5:19    |  |
| 4.                     | "Ekki vera hrædd, þú ert bara með augun lokuð"                               | 5:43    |  |
| 5.                     | "Á bakvið tvær hæðir, sundlaug"                                              | 1:08    |  |
| 6.                     | "K/hálft óhljóð"                                                             | 8:41    |  |
| 7.                     | "Nú snýr óttinn aftur"                                                       | 3:56    |  |
| 8.                     | "Sundlaug í buskanum"                                                        | 2:55    |  |
| 9.                     | "Ég finn ekki fyrir hendinni á mér, en það er allt í lagi, liggðu bara kyrr" | 5:40    |  |
| 10.                    | "Loksins erum við engin"                                                     | 5:07    |  |
| 11.                    | "Sveitin milli sólkerfa"                                                     | 11:58   |  |
| Duração total:         | Duração total:                                                               | 21:25   |  |

## Músicos adicionais
- Samuli Kosminen, do grupo finlandês Edea - bateria e percussão em várias faixas.
- Orri - órgão crepita
- Eiríkur Orri Ólafsson - trompete
- Helga Þóra Björgvinsdóttir, Ingrid Karlsdottir, Anna Hugadóttir - violinos e violas na 9º faixa.